# Microtus californicus
Microtus californicus är en däggdjursart som först beskrevs av Titian Peale 1848.  Microtus californicus ingår i släktet åkersorkar, och familjen hamsterartade gnagare. IUCN kategoriserar arten globalt som livskraftig.

## Utseende
Arten har främst kanelbrun päls på ovansidan, ibland med olivgrön skugga och med några svarta hår inblandade. På undersidan förekommer grå päls med ljusbrun skugga. Morrhåren och fötterna är grå och vid analöppningen förekommer vit päls. Svansen är täckt av svart päls på ovansidan och grå päls på undersidan.
Microtus californicus blir i Oregon med svans 149 till 196 mm lång. Själva svansen har en längd mellan 38 och 58 mm. Individer i södra delen av utbredningsområdet är vanligen större än exemplar som lever i nordliga regioner. Under år med bra tillgång till föda kan en hane väga upp till 80,9 g och en hona upp till 62,5 g.

## Utbredning och habitat
Denna sork förekommer i västra USA i delstaterna Oregon och Kalifornien samt i norra delen av halvön Baja California (Mexiko). Arten lever på fuktiga ängar och andra gräsmarker samt i öppna savanner med några ekar.

## Ekologi
Arten lever huvudsakligen underjordisk. Den bygger klotrunda bon av gräs som har en diameter av cirka 25 cm och som placeras i jordhålor eller i buskar. Boets tunnlar ligger vanligen 7 till 15 cm under markytan. Microtus californicus äter gräs, halvgräs, örter och andra gröna växtdelar när de är tillgängliga. Under torra årstider utgörs födan främst av frön och rötter. I mindre mått äter arten svampar och insekter.
Individerna är främst aktiva under skymningen och gryningen men den kan beroende på årstid och väder vara aktiv under andra dagtider. Microtus californicus håller ingen vinterdvala.
Stigarna i gräset som Microtus californicus skapar genom att trampa ned växtligheten används även av flera andra små gnagare. Artens bestånd varierar mycket mellan olika år och den är störst vartannat år till var femte år.
Honor är oftast brunstiga under regntiden mellan september och maj men vissa honor blir under andra årstider parningsberedda. Dräktigheten varar cirka tre veckor och sedan föds 1 till 9 ungar, i genomsnitt 4,2. Ofta kan honan para sig kort efter ungarnas födelse igen. Ungarna föds nakna, blinda och döva och de har en vikt omkring 2,8 g. Ögonen öppnas ungefär efter nio dagar. Ungar av Microtus californicus byter två gånger päls innan de blir vuxna. De får sin första päls efter cirka 5 dagar, byter till ungdjurspälsen efter ungefär tre veckor och har ytterligare ett pälsbyte efter cirka åtta veckor. Ungarna diar sin mor två eller sällan tre veckor. De flesta honor kan tidigast para sig när de är tre veckor gamla och 25 till 30 g tunga. Hanar blir allmänt könsmogna efter sex veckor när de väger 35 till 40 g.

## Underarter
Arten delas in i följande underarter:
- M. c. californicus
- M. c. scirpensis

## Bildgalleri

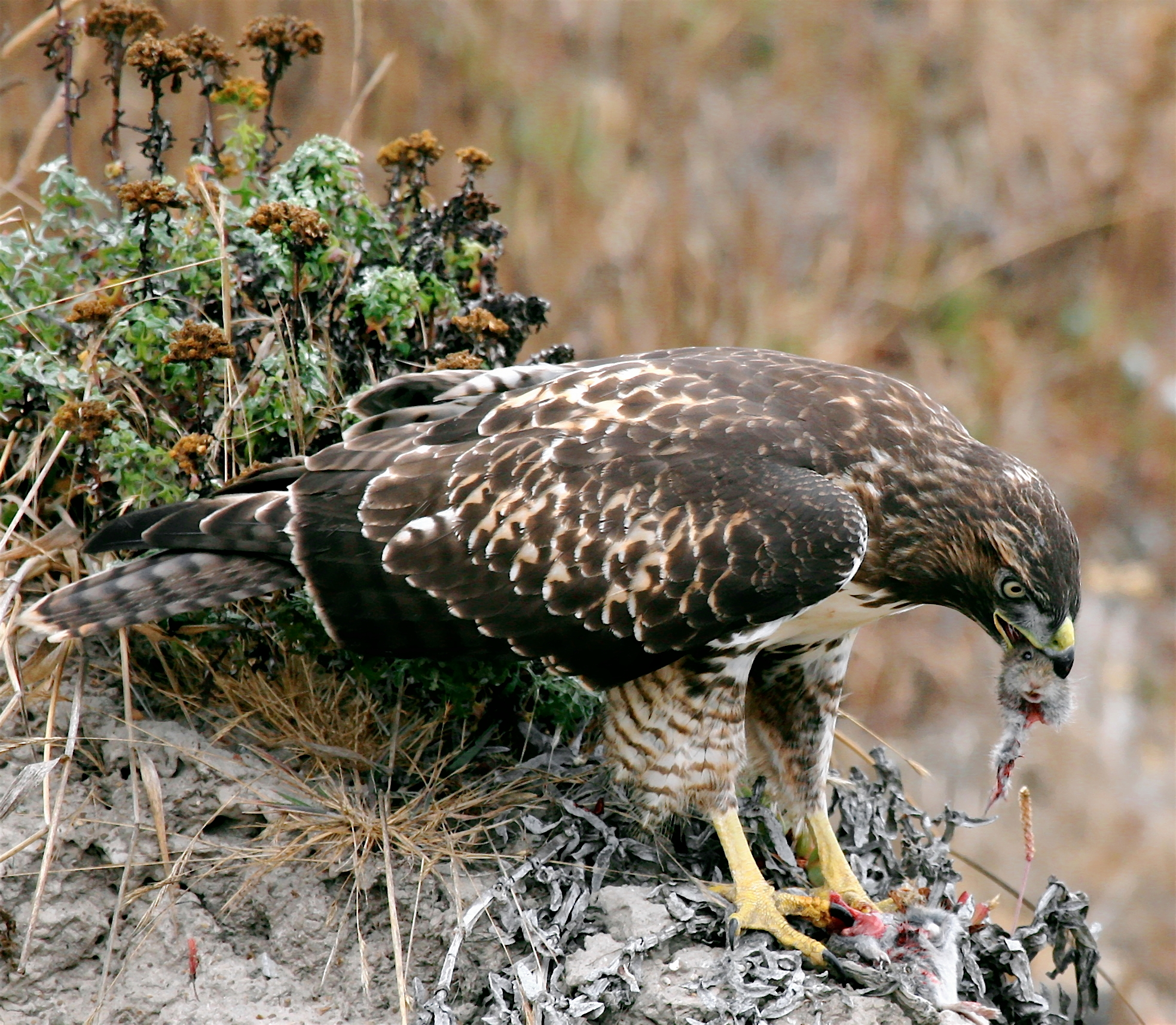
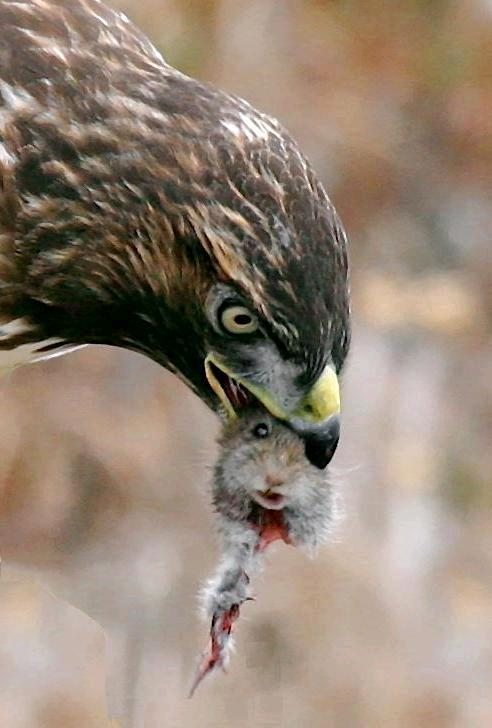
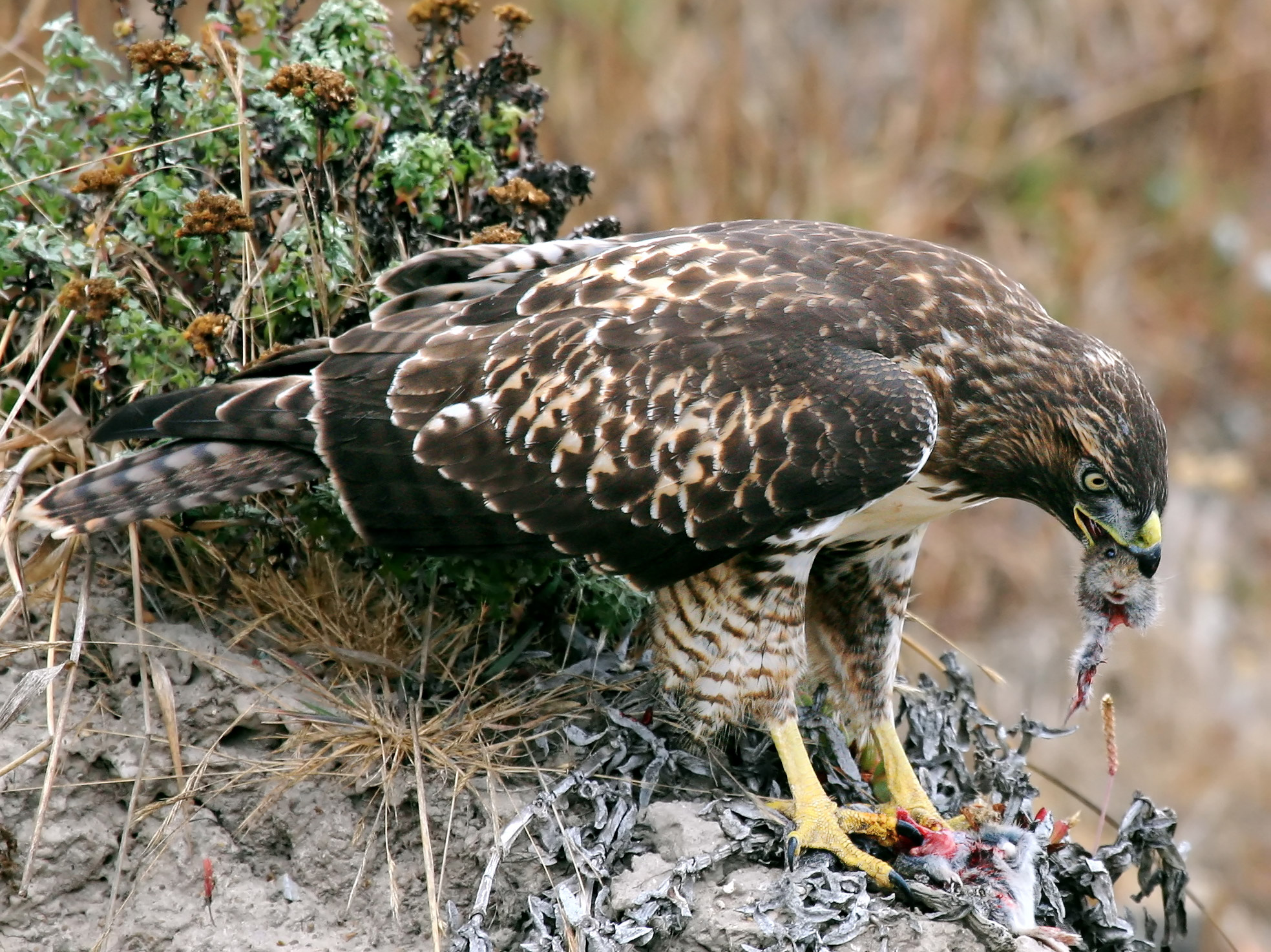
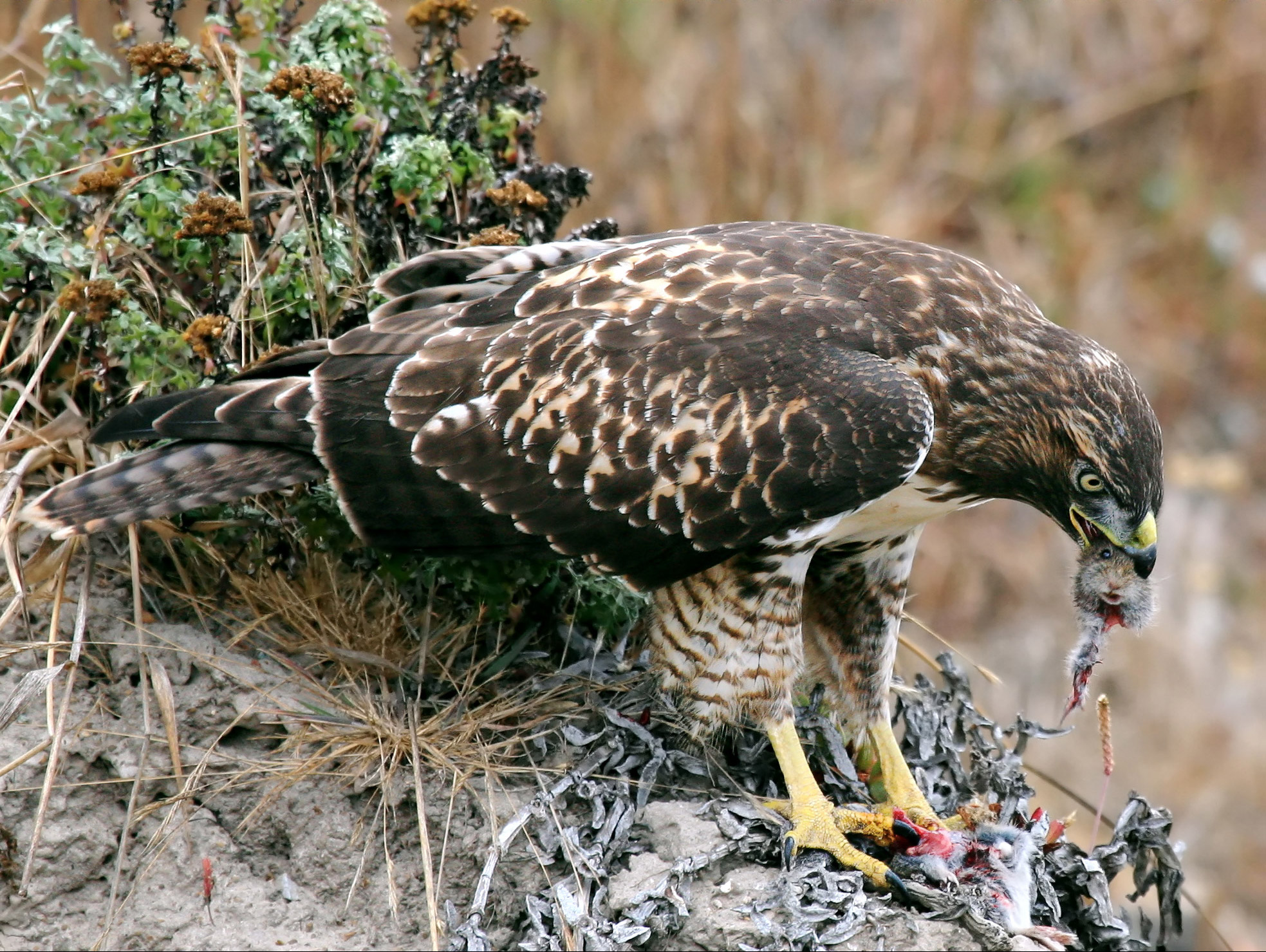